# Battle Chess II: Chinese Chess
Battle Chess II: Chinese Chess est un jeu vidéo d'échecs développé par Interplay et publié par Electronic Arts sur IBM PC en 1990 puis sur Amiga en 1991. Le jeu fait suite à Battle Chess (1988) dont il transpose le principe au thème de la Chine médiévale. Au lieu de s'inspirer des règles du jeu d'échecs, il est ainsi basé sur celles des échecs chinois. La partie se déroule sur un terrain quadrillé avec à chaque extremité, le palais impérial de chaque joueur que ni le roi, ni les conseillers ne peuvent quitter. Les deux parties du plateau sont séparées par une rivière qui limite les déplacements des ministres mais peut être franchies par les soldats,.
Une compilation regroupant Battle Chess et Battle Chess II est publiée par Interplay en 1994 sous le titre Battle Chess Collection.

## Accueil
| Battle Chess II |      |        |
| Média           | Nat. | Notes  |
| ACE             | GB   | 89.5 % |
| Amiga Action    | GB   | 86 %   |
| Amiga Format    | GB   | 76 %   |
| Amiga Power     | GB   | 48 %   |
| CU Amiga        | GB   | 87 %   |
| Gen4            | FR   | 84 %   |
| Joystick        | FR   | 93 %   |